# Nouvelle synagogue de Cottbus

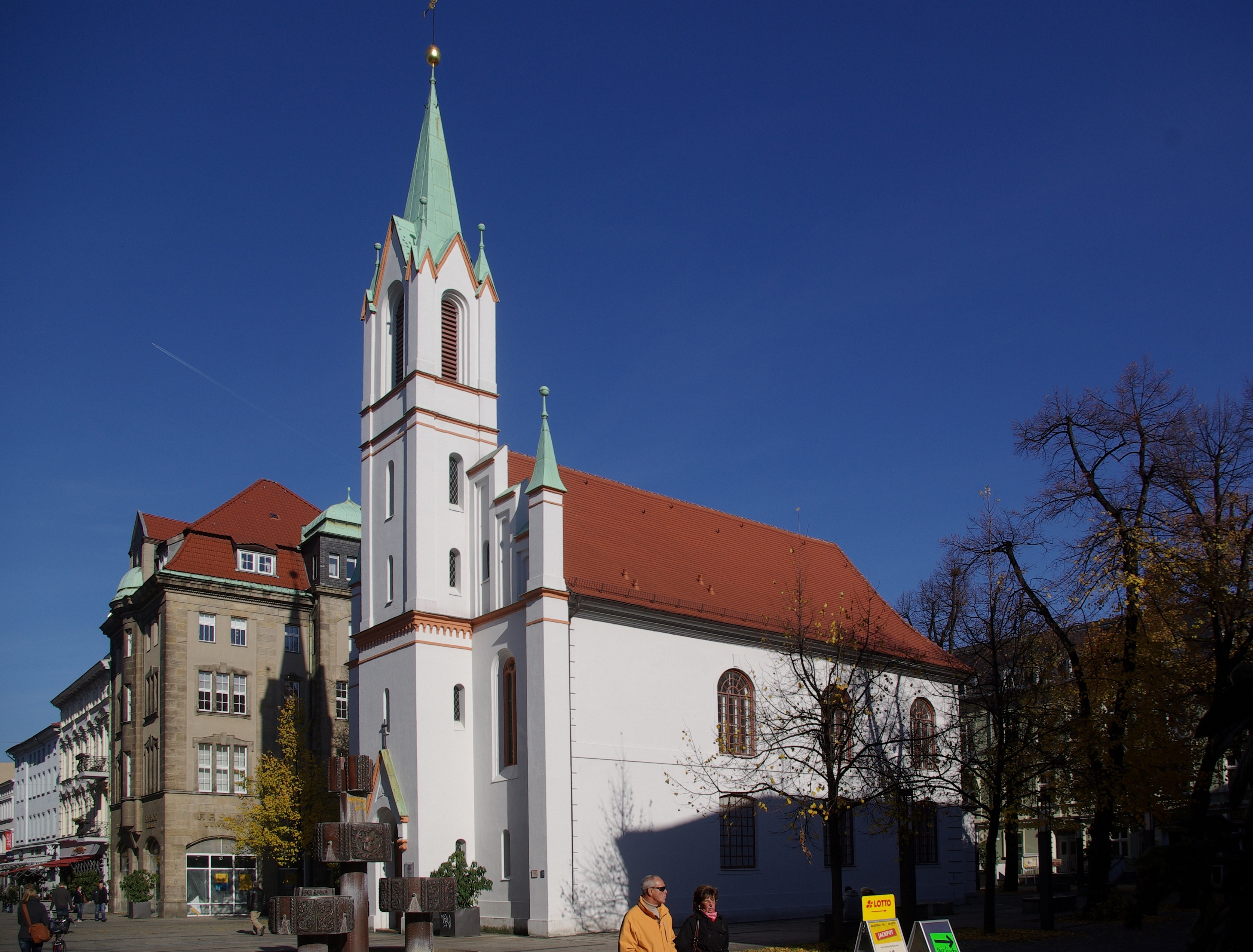
La nouvelle synagogue de Cottbus, anciennement l'église protestante Schlosskirche

La communauté juive de Cottbus, anéantie pendant la Seconde Guerre mondiale, s'est reformée en 1998. Son ancienne synagogue, ayant été détruite par les nazis pendant la nuit de Cristal, la communauté vient d'acheter une église protestante pour la transformer en synagogue.
Cottbus est une ville d'Allemagne dans le Land de Brandebourg située à 90 km au nord-est de Dresde, à 100 km au sud-est de Berlin. La ville compte actuellement environ 100 000 habitants.

## La communauté juive de Cottbus
Des Juifs ont vécu à Cottbus depuis le Moyen Âge, mais la communauté moderne date de 1811. La plupart des 499 Juifs vivant à Cottbus en 1937 seront déportés par les nazis dans les camps d'extermination et assassinés. Après la guerre, on ne comptera que douze survivants.  La synagogue inaugurée en 1902 dans la Schwanstraße (aujourd'hui la Karl-Liebknecht-Straße) a été détruite lors de la nuit de Cristal du 9 au 10 novembre 1938.
Le 15 juillet 1998, une communauté juive est rétablie à Cottbus. Elle compte actuellement environ 420 membres, tous originaires de l'ex-Union soviétique. Pendant 16 ans, la communauté ne possède pas de synagogue et loue des salles à l'église protestante pour ses offices. Celles-ci s'avérant trop petites, surtout pendant les grandes fêtes, la communauté décide alors dans les années 2010, de construire une synagogue.

## Achat de l'église protestante
L'église protestante Schlosskirche (Église du château) est située au cœur de Cottbus, dans la rue Spremberger, près de la place du Altmarkt et de l'Oberkirche. Elle a été construite par des réfugiés huguenots il y a 300 ans, mais n'est plus utilisée à des fins religieuses, faute d'un nombre suffisant de paroissiens Depuis 1974, elle sert de lieu de rencontre, de concerts, d'expositions et des offices ne s'y déroulent qu'exceptionnellement lors d'occasions spéciales. Elle appartient à la communauté protestante Saint-Nicolas.
Le 12 septembre 2011, le conseil de la paroisse décide à l'unanimité après un débat approfondi, de proposer l'église à la communauté juive pour en faire une synagogue. Les fidèles sont avertis du projet par le bulletin paroissial de Noël 2011 et par plusieurs publications dans les journaux. En septembre 2012, le pasteur responsable du dialogue interreligieux pour le Land, Dr Andreas Goetze, vient faire dans l'église une présentation publique du projet sous le titre Espaces saints – Où habite Dieu?. Enfin le 14 juin 2013, les autorités protestantes donnent leur accord pour la désacralisation de l'église sous la condition que celle-ci soit reprise par la communauté juive et qu'auparavant soient retirés tous les éléments liturgiques y compris la cloche.
Pour Max Salomonik, du conseil de la communauté juive : 
« Nous espérons naturellement que l'achat est moins cher que la construction d'une nouvelle synagogue… Du point de vue de la communauté juive, plusieurs points ont parlé en faveur de la Schlosskirche. Un des avantages est que l'architecture huguenote possède peu de symbolisme chrétien. Une réaffectation est donc possible avec peu d'effort. En plus la Schlosskirche est située non loin de l'emplacement de l'ancienne synagogue. La Schlosskirche offrira suffisamment d'espace pour accueillir les plus grandes fêtes telles que Hanoucca. »
La signature de la vente a lieu le 18 septembre 2014. L'achat pour environ 580 000 euros de la Schlosskirche par l'Association des communautés juives du Land est financé par le Land de Brandebourg. Le contrat d'achat est signé par les représentants de l'église protestante Saint-Nicolas, l'Association des communautés juives du Land et la communauté juive de Cottbus. Les autres coûts, y compris des mesures de reconstruction sont désormais à la charge de l'Association des communautés juives du Land. Le Land s'engage à verser chaque année la somme de 50 000 euros pour l'entretien de la synagogue. La communauté juive s'engage à utiliser le bâtiment en tant que synagogue pendant au moins 25 ans. La ville de Cottbus finance la suppression des croix fixes et le décrochage de la cloche.
Cottbus est la première ville du land de Brandebourg à posséder de nouveau une synagogue. À Potsdam, capitale du Land, la construction de la synagogue décidée en 2005, est bloquée en raison de dissensions entre les différentes tendances de la communauté.

## Désacralisation de l'église
La cérémonie pour la désacralisation de l'église le 21 septembre 2014, est dirigée par l'évêque de l'Église protestante Berlin-Brandebourg-Haute Lusace silésienne, Dr. Markus Dröge, en présence du secrétaire d'état à la culture du Brandebourg, Martin Gorholt (SPD).
Le prêche du Dr. H.C.Markus Dröge commence par l'histoire du roi Salomon qui a construit le premier Temple de Jérusalem:
« C'était une journée mémorable dans la vie du peuple d'Israël !

Le père de Salomon, le roi David, avait la volonté de construire un temple à Dieu. Depuis la longue marche à travers le désert, Dieu avait accompagné son peuple sous une tente où étaient situées l'Arche d'alliance avec les Tables de la Loi. C'était le désir de David, roi d'Israël, de construire pour Dieu une maison digne et magnifique, à un emplacement fixe. Mais David n'a pas été autorisé à mettre en œuvre ce plan, que son fils Salomon réalisera. Alors maintenant, c'est enfin le jour. Le temple, la maison de Dieu, est achevé. Et Salomon se tourne alors vers son peuple:

Je suis en train de lire le premier livre des Rois, chapitre 8, versets 29 et 30
:
"Que tes yeux soient nuit et jour ouverts sur cette maison, sur le lieu dont tu as dit : Là sera mon nom ! Écoute la prière que ton serviteur fait en ce lieu.

Daigne exaucer la supplication de ton serviteur et de ton peuple d’Israël, lorsqu’ils prieront en ce lieu ! Exauce du lieu de ta demeure, des cieux, exauce et pardonne !" »
Puis le Dr Dröge ajoute: « Une église est un endroit très spécial. Car ici, nous célébrons la présence de Dieu dans le monde. » et termine son sermon par:
« La tristesse du départ est une chose. Mais il nous est donné une double consolation dans cet adieu: 

Tout d'abord, nous savons qu'il y a d'autres endroits pour nous, d'autres églises où nous pouvons prier Dieu…
   
Mais Dieu nous donne encore plus de consolation: Cette maison sera toujours un endroit où le nom de Dieu et la parole de Dieu seront présents. Cette église n'est pas souillée, pas laïcisée, pas commercialisée! Nous désacralisons la Schlosskirche de Cottbus afin que nous puissions la transmettre à la communauté juive. C'est quelque chose de très spécial! Parce que nous sommes connectés avec le peuple juif d'une manière particulière, par la foi en un Dieu unique...

N'oublions pas qu'il n'y avait pas de synagogue à Cottbus, et ceci concerne notre histoire. La synagogue a été incendiée en 1938. Si la communauté juive trouve une nouvelle maison avec cette église, alors, c'est un signe d'espoir. Le transfert de cette église à la communauté juive montre comment se renforce la coexistence fraternelle entre Chrétiens et Juifs. »

## Inauguration de la synagogue
D'après Vladimir Velin, président de la communauté juive de Cottbus, le bâtiment doit être remis officiellement le 3 novembre 2014 par l'Église protestante à la communauté juive. La synagogue devrait être inaugurée le 9 novembre, jour anniversaire de la nuit de Cristal  en 1938 où l'ancienne synagogue fut détruite.

## Histoire de la Schlosskirche
En 1419, se trouve à cet emplacement la chapelle Sainte-Catherine, entourée d'un petit cimetière. Celle-ci tombe en ruine après deux incendies et la guerre de Trente Ans.
En 1685, le grand électeur Frédéric-Guillaume autorise les Huguenots chassés de France pour des raisons religieuses, à s'installer sur ses terres et leur offre d'importantes subventions pour leur installation. En 1701, des réfugiés s'installent à Cottbus et fondent l'Église réformée de France. L'électeur donne à la colonie française la propriété du terrain où sont situés les vestiges de la chapelle Sainte-Catherine et les autorise en 1705, à construire leur église, qui s'appelle alors Église réformée.
L'église réformée allemande tient ses offices dans une salle du château, jusqu'à ce qu'elle obtienne l'autorisation en 1714 d'utiliser pour l'utilisation conjointe de l'église.
Après la fusion en 1757 des communautés réformées françaises, allemandes et suisses, l'église prend le nom de Schlosskirche et le pasteur réformé allemand est nommé en même temps prédicateur de la cour et du château.
L'église ne possède qu'une seule nef, avec un toit en croupe et une extension basse rectangulaire sur le côté est pour la sacristie. Les parois du bâtiment sont recouvertes d'un enduit blanc. Les entrées latérales ont été murées de chaque côté lors de la reconstruction en 1855 et peuvent désormais être considérées comme des fenêtres aveugles. Sur les deux côtés latéraux de la nef, se trouvent deux rangées de fenêtres. Les fenêtres supérieures sont à arc en plein cintre, tandis que les fenêtres du bas sont à arc surbaissé.
Le clocher construit en 1870 est situé en partie enfoncé dans la nef, afin de respecter l'alignement imposé de la rue Spremberger. Avec la construction du clocher, la façade ouest a été restructurée avec un pignon à échelons.
L'intérieur sans colonne est voûté, segmenté en trois parties par des poutres en bois et peint uniformément en blanc. Face à l'entrée, la chaire blanche est intégrée dans le mur est, et couronnée d'une croix en bois doré. Sur la droite, se trouve une croix faite à partir de trois clous récupérés de la cathédrale de Coventry, en Angleterre, bombardée par les allemands en 1940 pendant la Seconde Guerre mondiale. 
Depuis 1972, l'église n'est plus utilisée que comme lieu de rencontre, d'exposition ou de concert et très rarement pour des offices religieux.